# L'Esprit du clan
L'Esprit du Clan, abrégé aussi en E.D.C., est un groupe musical de metalcore français originaire de Saint-Denis en Seine-Saint-Denis. Il est l'un des rares groupes de la scène métal française à chanter exclusivement en français (comme AqME, Tagada Jones, Pleymo, Sidilarsen  ou en encore Mass Hysteria).

## Biographie

### Débuts (1995–1999)
Le groupe est originaire de Saint-Denis en Seine-Saint-Denis. Ses futurs membres se rencontrent pour la première fois en 1992 au lycée et finissent par former "L'Esprit Du Clan" en 1995.
En 1999, l'EDC publie son tout premier E.P. intitulé Chapitre 0 avec le label Universal Music. Trouvant plus d'intérêt à s'auto-produire, le groupe quitte "Universal" et forme son propre label "La Casta". « Je crois qu’on a testé toutes les formes de contrats possibles : autoproduction, contrat de licence et aujourd’hui nous sommes en contrat artistes chez Verycords. Tout ça n’a pas vraiment d’intérêt en fait, ce n’est qu’une question de thunes et de paperasses. »

### DuChapitre 1auIV(2000–2009)
Le premier album "Chapitre 1" de "L'Esprit du Clan" sort en 2001. À leurs vingt ans, les membres du groupe sont plus orientés punk hardcore.
En 2005, EDC publie son deuxième album studio Chapitre II - Révérence puis deux ans après en 2007 une suite intitulée Chapitre III - Corpus Delicti via le label Galy Records. À cette période, le style vocal des deux chanteurs est comparé par Lambgoat à celui de Jorge Rosado de Merauder ou à celui de Max Cavalera de Sepultura. Deux nouvelles années plus tard - en 2009 - sort l'album Chapitre IV : L'enfer, c'est le nôtre.

### Chapitre Vet pause (2010–2012)
Le 20 octobre 2010, le groupe annonce la mise en route de son prochain album, le cinquième intitulé Chapitre V : Drama, sortant le 29 août 2011. Drama se tourne vers le hardcore-death avec des influences thrash metal. S’ensuit une tournée appelée Dramatour qui se terminera le 21 décembre 2012 au "End of the World Festival" à Villers-en-Cauchies. Ils participent pour la première fois au Hellfest lors de son édition de 2012 le 17 juin.
Courant 2012 Arsène forme "Parisian Walls" avec lui-même au chant, Richard de Melo d'"All the Shelters" et Pierre-Yves Philippe de "Your Pride" aux guitares, Jordane Smith de "Galère" à la basse ainsi que David Muller de "S-Core" à la batterie. Les morceaux ne sont cette fois-ci qu'en anglais. Le 23 décembre 2012, les membres d'EDC annoncent mettre de côté leur collectif : « […] La motivation n'est plus la même. Alors personne ne sait ce que l'avenir nous réserve, mais pour être tout à fait clair nous n'avons pris aucune décision quant à l'avenir du groupe […] ».

### Retour etChapitreVIdepuis 2015
Le 4 novembre 2015 après trois ans de pause EDC publie sur sa page Facebook le hashtag suivant : un #nouveauchapitre laissant présager un nouvel album. Cela est confirmé le 23 novembre 2015 puis les membres d'EDC annoncent qu'ils seront en studio d'enregistrement dès janvier 2016. Puis, dans la foulée, les mêmes membres d'EDC annoncent de nouvelles dates de concerts. L'album est enregistré du 4 au 22 janvier 2016. Il est ensuite mixé par Chris « Zeuss » Harris (Hatebreed, Whitechapel, Madball, The Acacia Strain, etc.).
Le 11 janvier, entretemps, les garçons annoncent le départ du chanteur Shiro et du bassiste Clem tous deux présents depuis le début de la formation. Néanmoins, Shiro contribue à un morceau en featuring. Clem est remplacé à la basse par Julien Bouladoux (The Prestige, RISE). Le 1er mars l'artwork ainsi que la date de sortie de l'album (pour le 15 avril), sont révélées sous le simple titre de : Chapitre VI. Le 7 mars, la liste des treize titres est révélée. Le 21 mars un nouveau morceau intitulé Le Dernier homme est mis en ligne. Le 1er avril, c'est au tour de l'autre nouveau morceau Rat des Villes, mais cette fois-ci mis en ligne en clip vidéo. Par la suite, plusieurs titres sortent sous cette dernière forme : Hymne au Silence et Sur les murs, qui comportent des extraits de concert (notamment celui enregistré à La Flèche d'Or à Paris le 21 mai), L'art est grand (qui est enregistré sur les côtes normandes) et enfin Céleste. Lesdits clips de ce nouveau chapitre sont réalisés par le batteur du groupe Smash Hit Combo Brice Hincker. Cet album comporte ainsi beaucoup plus de titres en clips vidéos que les précédents albums afin de toucher un plus large public.
Le 27 juin, les membres d'EDC ont annoncé le départ de Nicolas Bastos du poste de batteur après 11 ans au sein du groupe, la raison officielle de son départ étant le remplacement du batteur Franky Costanza du groupe Dagoba, annoncé le 25 mai; Bastos est remplacé par Vincent Wallois lui-même transfuge de Darkness Dynamite. En octobre, ils sont annoncés aux Quatre Écluses à Paris.
Le 25 janvier 2019 sort un split en collaboration avec le groupe japonais Cherish à seulement 100 exemplaires pour l’Europe.[source insuffisante] Dans la foulée, Ben part et à la suite de son départ, son remplacement par Fabio Meschini (As They Burn) est annoncé.

## Membres

### Membres actuels
- Yann « Arsène » Lecorre au chant (depuis 1995)
- Cyril « Chamka » Farrugia à la guitare (depuis 1995)
- Fabio Meschini à la guitare (depuis 2019)
- Julien Bouladoux à la basse (depuis 2016)
- Vincent Wallois à la batterie (depuis 2016)

### Anciens membres
- Joan « Shiro » Lollia au chant (de 1995 à 2012)
- Clément « Clem » Hanvic à la basse (de 1995 à 2012)
- Ludovic « TNT » Morvan à la batterie (de 1995 à 2005)
- Nicolas Bastos à la batterie (de 2005 à 2016)
- Benjamin « Ben » Tondeur à la guitare (de 1995 à 2019)

## Vidéoclips
- Sous-estimé(e)s (réalisé par David Hervé)
- Révérence
- Et cætera…
- Circus frénésie
- Je regarde le monde (6 avril 2009)
- Fils de personne (22 juillet 2011)
- Le jour des saigneurs (28 janvier 2012)
- Rat des villes (réalisé par Brice Hincker, 1er avril 2016)
- Hymne au silence (réalisé par Brice Hincker, 2 mai 2016)
- Sur les murs feat. Shiro (réalisé par Brice Hincker, 14 juin 2016)
- L'art est grand (réalisé par Brice Hincker, 28 septembre 2016)
- Céleste (réalisé par Brice Hincker, 27 janvier 2017)
- Atlas (réalisé par Jim Vieille, 5 mars 2020)